# Harold Manning
Harold William Manning (ur. 9 stycznia 1909 w Sedgwick, zm. 26 stycznia 2003 w Wichita) – amerykański lekkoatleta, długodystansowiec, były rekordzista świata, olimpijczyk.

## Życiorys
Ustanowił nieoficjalny rekord świata w biegu na 3000 metrów z przeszkodami  z czasem 9:08,2 podczas amerykańskich kwalifikacji olimpijskich 12 lipca 1936 w Nowym Jorku (World Athletics uznaje oficjalne rekordy świata w tej konkurencji od 1954).
Zajął 5. miejsce w finale tej konkurencji na igrzyskach olimpijskich w 1936 w Berlinie, a zwycięzca Volmari Iso-Hollo z Finlandii odebrał mu rekord świata uzyskując czas 9:03,8.
Był mistrzem Stanów Zjednoczonych (AAU) w biegu na 3000 metrów z przeszkodami w 1934 i 1936, wicemistrzem na tym dystansie w 1935, a w 1932 zajął 5. miejsce. Zajął 3. miejsce w tych mistrzostwach w biegu na milę w 1929. W 1930 zwyciężył, a w 1929 zajął 2. miejsce w biegu na 2 mile w akademickich mistrzostwach USA (NCAA).
Rekordy życiowe: 
- bieg na milę – 4:22,2 (maj 1928, Wichita)
- bieg na 2 mile – 9:18,1 (7 czerwca 1930, Chicago)[6]
- bieg na 3000 metrów z przeszkodami – 9:08,2 (12 lipca 1936, Nowy Jork)